# Bánóc (Horvátország)
Bánóc (horvátul: Vinkovački Banovci, szerbül: Винковачки Бановци) falu Horvátországban Vukovár-Szerém megyében. Közigazgatásilag Csótnémetihez tartozik.

## Fekvése
Vukovártól légvonalban 19, közúton 22 km-re délre, községközpontjától légvonalban 5, közúton 10 km-re északra, a Nyugat-Szerémségben, Vinkovcéről Szávaszentdemeterre menő vasút mentén fekszik. 

## Története
Bánóc első írásos említése a boszniai káptalan 1473. július 19-én kelt oklevelében történt, melyben a káptalan jelenti Mátyás királynak, hogy Bátori István országbíró utasítására mások mellett Maróti Mátyus macsói bánt „Banocz” nevű birtokán egy panaszos ügyben megidézte Szent Jakab nyolcadára. Bánóc ekkor az atyai erősséghez tartozott. A török 1526-ban, Valkóvár eleste után szállta meg és 1691-ig volt török uralom alatt. 
A török uralom alól felszabadulás után előbb kamarai birtok volt, majd a vukovári uradalom része lett. A katonai határőrvidék megszervezésekor Mária Terézia rendelete alapján 1745-ben elhatárolták a katonai közigazgatás alá vont területeket. Ez a határ átszelte az akkori Bánóc települést, melynek egy részét a határőrvidékhez csatolták. Bánóc a Bródi határőrezred katonai igazgatása alá került. Akik nem akartak katonai szolgálatot végezni a vukovári uradalom területén maradó Forovac nevű mezőn Új-Bánóc néven új települést alapítottak. Bánóc lakói a katonai igazgatás teljes megszüntetéséig határőrök voltak, akik 16 és 60 életévük között kötelezve voltak a császári hadseregben a katonai szolgálatra. A Bródi határőrezred kilencedik századához tartoztak, amelynek székhelye Vinkovce volt. Részt vettek a Habsburg Birodalom szinte valamennyi háborújában. A katonai közigazgatást 1873-ban megszüntették, majd területét 1881-ben Szerém vármegyéhez csatolták.
Az első katonai felmérés térképén „Banovcze” néven található. Lipszky János 1808-ban Budán kiadott repertóriumában „Banovcze” néven szerepel. Nagy Lajos 1829-ben kiadott művében „Banovcze” néven 26 házzal, 137 katolikus vallású lakossal találjuk.
A településnek 1857-ben 124, 1910-ben 241 lakosa volt. Szerém vármegye Sidi járásához tartozott. Az 1910-es népszámlálás adatai szerint lakosságának 97%-a szerb, 2%-a német anyanyelvű volt. A település az első világháború után az új szerb-horvát-szlovén állam, majd később (1929-ben) Jugoszlávia része lett. 1941 és 1945 a Független Horvát Államhoz tartozott, majd a szocialista Jugoszlávia fennhatósága alá került. 1991-től a független Horvátország része. 1991-ben lakosságának 95%-a szerb nemzetiségű volt. A falunak 2011-ben 169 lakosa volt.

## Népessége
| Lakosság változása | Lakosság változása | Lakosság változása | Lakosság változása | Lakosság változása | Lakosság változása | Lakosság változása | Lakosság változása | Lakosság változása | Lakosság változása | Lakosság változása | Lakosság változása | Lakosság változása | Lakosság változása | Lakosság változása | Lakosság változása |
| ------------------ | ------------------ | ------------------ | ------------------ | ------------------ | ------------------ | ------------------ | ------------------ | ------------------ | ------------------ | ------------------ | ------------------ | ------------------ | ------------------ | ------------------ | ------------------ |
| 1857               | 1869               | 1880               | 1890               | 1900               | 1910               | 1921               | 1931               | 1948               | 1953               | 1961               | 1971               | 1981               | 1991               | 2001               | 2011               |
| 124                | 133                | 121                | 182                | 221                | 241                | 275                | 351                | 301                | 304                | 306                | 305                | 266                | 255                | 194                | 169                |

## Gazdaság
A helyi gazdaság alapja a mezőgazdaság.

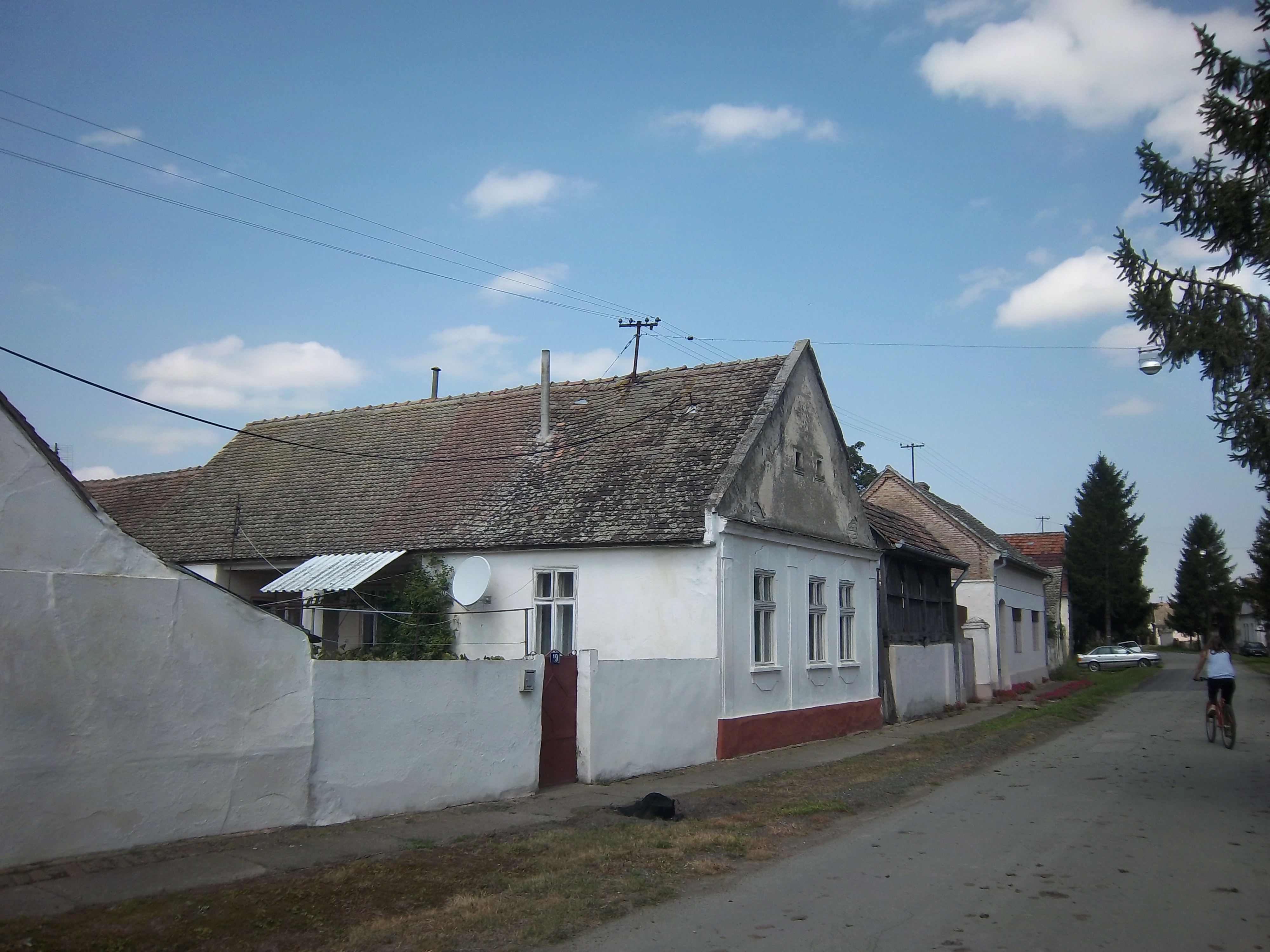
Régi bánóci házak

## Oktatás
A településen a csótnémeti általános iskola területi iskolája működik. 

## Sport
A faluban 1991-ig, majd 1994 és 2000 között BSK (Banovački Sportski Klub) néven sportegyesület működött.